# 藤枝市立葉梨小学校
藤枝市立葉梨小学校（ふじえだしりつ はなししょうがっこう）は、静岡県藤枝市下之郷に所在する公立小学校。

## 学区
- 上薮田、中薮田、中ノ合、下ノ郷、花倉、高田、時ケ谷、清里1・2丁目、南清里
  - 下藪田の一部

## 中学校区
- 藤枝市立葉梨中学校

## 学校教育目標
自分で考え　実行する子

## 周辺施設
- 葉梨郵便局